# Колечко Тетяна Миколаївна
Колечко Тетяна (нар. 6 січня 1962, Кривий Ріг) — українська художниця, графік, емальєр, членкиня Національної Спілки Художників України, лауреат Державної премії ім. Катерини Білокур.

## Життєпис
В 1981 році закінчила Одеське державне художнє училище ім. М. Б. Грекова.
Протягом 1989—1998 років працювала на Київському комбінаті монументально-декоративного мистецтва.
В 2003 році разом зі своїм чоловіком Сергієм Колечко створили 11 емалевих ікон для іконостасу в Собор Св. Володимира, м. Херсонес, Україна.
Тетяна Колечко є учасницею всеукраїнських та міжнародних вистовок, зокрема, персональних у Києві, Одесі, Донецьку, Москві. Белграді
Твори зберігаються в музеях України, Німеччини, Італії.